# Лагерь для военнопленных Наараярви
Лагерь для военнопленных Наараярви (фин. Naarajärven sotavankileiri), также известен как Распределительный лагерь военнопленных № 2 (фин. Sotavankien järjestelyleiri n:o 2) — финский лагерь для военнопленных во время советско-финской войны (1941—1944), располагавшийся в деревне Наараярви (с 1962 года — район города Пиексямяки). Действовал с 1941 по 1944 год. Являлся одним из крупнейших распределительных лагерей в Финляндии, был разбит на несколько подлагерей. Через лагерь Наараярви прошло более 10 000 советских военнопленных, максимальное количество одновременно содержавшихся узников составляло около 2500 человек. По данным Национального архива Финляндии за время существования лагеря Наараярви в нём погибли 2752 советских военнопленных.

## Назначение лагеря
Во время советско-финской войны (1941—1944) система лагерей для военнопленных в Финляндии состояла из распределительных лагерей и собственно лагерей для военнопленных, включая специализированные. В 1941 году были созданы два распределительных лагеря: № 1 в Настоле (совр. г. Лахти) и № 2 в Наараярви. В задачи распределительных лагерей входило: приём пленных с фронта, содержание в карантине, допрос, регистрация, составление списков военнопленных и их разделение на различные группы в зависимости от воинского звания, политических взглядов и этнического происхождения, а затем отправка в основные лагеря. Например, коммунисты, представители прибалтийско-финских народов и евреи должны были быть отсеяны, а затем переправлены в специализированные лагеря. Часть военнопленных оставалась в распределительном лагере для выполнения работ на гражданских предприятиях, которые испытывали нехватку рабочей силы и хозяйственных работ для обеспечения самого лагеря. Лагеря для военнопленных подчинялись Штабу внутренних войск, но осенью 1943 года, после реорганизации, перешли под командование Управления по делам военнопленных Организационного отдела Генерального штаба.

## Строительство лагеря
Строительство лагеря в Наараярви началось 4 июля 1941 года. Рота охраны, набранная из местных жителей в количестве 40 человек, которую возглавлял фенрик Пентти Пуллинен, построила ограждение из колючей проволоки, сторожевые вышки и несколько бараков. 17 июля 1941 года прибыли первые 200 советских военнопленных. Строительными работами, которые производила рота охраны и советские военнопленные, руководил первый комендант лагеря, хорошо знавший русский язык полковник Ханс Кальм, в прошлом офицер русской императорской, а затем эстонской армии. Осенью в лагере находилось уже около тысячи пленных, часть которых поселили в палатки. Военнопленных набивали в бараки площадью 84 квадратных метра по 140 человек, на нары в три яруса. В начале октября выпал снег, холод усиливался. Питание было скудным. К декабрю были готовы 10 бараков и ещё один барак строился, но работа была временно остановлена из-за нехватки материалов. Всего к концу 1942 года было построено 30 бараков. Лагерь представлял собой полностью автономное подразделение на 2000 человек, со своим госпиталем, кузницей, конюшней, сапожной мастерской и швейным цехом. Кроме того, на территории лагеря был создан учебный центр для подготовки финских резервистов и новобранцев для отправки фронт.
- Посты охраны
- План лагеря. 1941 год
- План лагеря. 1942 год

## Использование труда военнопленных
Начиная с 1942 года лагерь Наараярви использовал часть военнопленных для работы на сельскохозяйственных фермах центральной Финляндии, которые испытывали нехватку рабочей силы. Эти военнопленные размещались в домах и, таким образом, жили относительно свободно со своими финскими хозяевами. Для ферм заключённые были дешёвой рабочей силой, чьё питание и обращение было относительно приличными. Заявки на получение военнопленных подавались непосредственно в лагерь, но частные предприниматели и фермеры чаще всего обращались к начальнику отдела трудовых ресурсов своего муниципалитета, который централизованно запрашивал нужное количество рабочей силы. Работодатели платили за работу заключённого 10 марок в день. Кроме сельскохозяйственных рабочих были востребованы портные и сапожники, но так как обеспечение военнопленных одеждой было обязанностью лагеря, а квалифицированных мастеров по ремонту одежды и обуви не хватало, их редко отдавали частным работодателям. Также военнопленные выполняли сапожные и портняжные работы для оборонного ведомства.
В конце 1942 года лагерю было поручено изготовление валенок для военнопленных. Их делали из отходов, таких как непригодные сёдла, приводные ремни и голенища старых валенок. Подошву изготавливали путём сшивания нескольких слоёв ткани, а снаружи помещали кожу или резину, если таковая имелась. Подошву пришивали дратвой и покрывали слоем смолы. Такая обувь не была прочной, но позволяла работать на открытом воздухе. Для сапожных работ в начале года в лагере было сосредоточено более 50 бывших работников обувных фабрик, а в конце года — уже более 100.
Бывшие работники швейных фабрик и мастерских также оставались в лагере, их не отдавали сторонним работодателям, поскольку требовалось шить и ремонтировать одежду для нескольких тысяч военнопленных. Одежда военнопленных изнашивалась так же быстро, как и обувь. С продолжением войны запасы хлопка в стране истощились, поэтому в качестве материала для одежды использовалась вискоза, полученная из древесного волокна, которая была прочной, если оставалась сухой. Когда вискоза намокала, она быстро слабела и садилась. Её стирка была затруднительной, поскольку наиболее распространённым моющим средством в лагере был щёлок, который сильно ослаблял вискозу.
- Лагерь Наараярви, швейный цех. 1942 год
- Выход на работу. 1942 год

Столярные работы, не считая поделок, которыми заключённые занимались в свободное время, были третьим видом работ, выполняемых в лагере. На профессиональных столяров был такой большой спрос, что после июня 1943 года вооружённые силы забрали на свои работы их всех. Военнопленных предоставляли также для строительных работ, но больше всего их работало в сельском хозяйстве.

## Смертность среди военнопленных
Первые военнопленные были доставлены в лагерь 17 июля 1941 года. Во время наступления финских войск их количество быстро росло. К концу октября 1941 года в лагере находилось уже более 2000 человек. Зимой 1941—1942 годов ситуация с питанием и здоровьем военнопленных стала очень тяжёлой. Попавшие в плен летом, были одеты в летнюю военную форму. Голод, холод, дизентерия и эпидемия сыпного тифа убивали узников. 
Высокая смертность была вызвана плохой пищей, плохими условиями содержания и медицинского обслуживания. Майор медицинской службы Лояндер считал причиной слабости заключённых также то, что они прибывали в Наараярви уже в тяжело больными и из-за плохих условий содержания в лагере, больше не восстанавливались. Например, со свирского направления в январе 1942 года в лагерь Наараярви было отправлено 287 военнопленных, из которых 15 умерли в пути и ещё 12 в течение первых пяти часов после прибытия в лагерь. Большая часть оставшихся была отнесена к группе слабых и больных.
Подполковник Хонканен, участвовавший в инспекционной поездке в феврале 1942 года, отметил, что около 60 % прибывающих в лагерь военнопленных уже были «кандидатами на смерть». А также: «Что касается самих заключённых, я должен признать, что они больше не были людьми в истинном смысле этого слова, а призраками людей, лишёнными воли к жизни…». Полковник медицинской службы Ю. Веллман, проводивший инспекцию в Наараярви месяцем ранее, описал состояние заключённых следующим образом: «Заключённые в целом выглядят слабыми, худыми и с серо-бледным цветом кожи. Никакой душевной бодрости в них обычно нельзя было заметить. Они также кажутся тупыми и бесчувственными. Например, если кто-то из них падает в обморок во время марша или в очереди за едой, другие не обращают на него внимания, а либо пинают, либо наступают прямо на него. Кому-то таким образом сломали плечо». Ю. Веллман отмечал, что некоторые, казалось бы, здоровые заключённые могли внезапно упасть на землю либо сразу мёртвыми, либо сначала потеряв сознание, после чего уже не приходили в себя. По его словам, случаи смерти в Наараярви происходили в основном среди тех заключённых, которые были отправлены в лагерь в плохом состоянии из госпиталей для военнопленных или, которые работали на строительстве фронтовых укреплений, но из-за слабости были отправлены в лагерь как нетрудоспособные. Зимой 1942 года заключённых приходилось хоронить в братских могилах круглосуточно.
- Кладбище лагеря Наараярви. 1942 год

В период с 15 июля 1941 года по 12 апреля 1942 года в лагерь Наараярви было направлено в общей сложности 10 911 военнопленных, из которых 6594 были распределены в другие лагеря. Согласно собственной статистике лагеря Наараярви, из заключённых, прошедших через лагерь, по меньшей мере 2476 умерли в период с июля 1941 года по апрель 1942 года. Согласно же базе данных Национального архива Финляндии, основанной на карточках военнопленных, предоставленных финским Красным Крестом, к концу апреля в лагере умерло 2400 военнопленных. Различия в цифрах связаны с тем, что некоторые из умерших, согласно карточке военнопленного, числились в другом лагере, либо в карточке умершего военнопленного не было указано место смерти, либо просто не на всех умерших в лагере остались карточки военнопленных.
Пик смертности военнопленных в лагере пришёлся на зимние и весенние месяцы с декабря 1941 года по конец апреля 1942 года. В самые худшие дни из бараков выносили до тридцати тел для захоронения в братской могиле за пределами лагеря. В дальнейшем, согласно базе данных Национального архива Финляндии, в период с мая 1942 года по сентябрь 1944 года в лагере умерло 350 человек. Причина резкого падения смертности была в том, что осенью 1943 года, после перевода военнопленных из ведения Штаба внутренних войск в подчинение комендатуре по делам военнопленных при Генеральном штабе, отношение к ним коренным образом изменилось. Военнопленные начали получать дополнительное питание от международного Красного Креста, обращение с ними стало более гуманным. Всего в лагере Наараярви, по данным Национального архива, умерло 2752 военнопленных, что составляет около 15 % всех военнопленных, умерших в Финляндии. По информации, указанной на памятнике советским военнопленным, установленном на кладбище лагеря, в лагере Наараярви или во время транспортировки умерло в общей сложности 2813 человек. По абсолютному числу смертей лагерь Наараярви был крупнейшим в Финляндии, общая смертность в лагере составила около 23 %.
Смертность среди советских военнопленных по данным Национального архива Финляндии:
| Год   | Расстрелян | Другая причина |
| ----- | ---------- | -------------- |
| 1941  | 3          | 318            |
| 1942  | 8          | 2401           |
| 1943  | 0          | 14             |
| 1944  | 0          | 6              |
| Всего | 11         | 2741           |

## Разделение по национальностям
Разделение советских военнопленных по национальностям проводилось на протяжении всей советско-финской войны. Самую большую группу составляли «великороссы» (фин. isovenäläisit), именно так их называли в отчётах. Ко второй группе относили военнопленных из национальных меньшинств Советского Союза, считавшихся благосклонными к Финляндии. Наиболее многочисленными из таких национальных меньшинств были украинцы, белорусы, татары и молдаване. Евреи, несмотря на содержание в специальных лагерях, были отнесены к группе «великороссов» и использовались на тех же работах, что и русские военнопленные. Третью группу составляли военнопленные прибалтийско-финских национальностей. Первоначально они отправлялись в лагерь № 21 в Ахолахти, но 31 июля 1943 года этот, так называемый лагерь «родственных народов», был присоединён к лагерю военнопленных Наараярви.
В инструкциях Штаба внутренних войск по использованию рабочей силы военнопленных осенью 1942 года было предписано использовать на лесозаготовках в основном «собственно русских», а представителей прибалтийско-финских национальностей, как понимающих финский язык, направлять частникам для работы на сельскохозяйственных фермах. Если на сельскохозяйственных работах требовалось больше военнопленных, то их следовало брать из других групп национальных меньшинств. «Великороссов» направляли также в роты военнопленных инженерных войск, где работы были тяжёлыми, а дисциплина строгой, в результате чего смертность в этой группе была наибольшей. Так, по данным Национального архива Финляндии русские составляли 68 % общего числа военнопленных и 77 % от числа погибших в плену.
Военнопленные разных этнических групп были разделены в отчётности, работодатели также составляли отдельные отчёты о работе выполненной ими. Однако в 1943 году, в связи с выходом новых инструкций по содержанию военнопленных, условия содержания и характер выполняемых работ у разных этнических групп практически перестали отличаться. Были и некоторые исключения. Так, татарам, например, поручали уход за лошадьми. Известны случаи, когда они объезжали самых буйных лошадей, которых все боялись и добивались того, что «дикая лошадь подчинялась их тихим командам, без кнута».
Крупнейшим национальным меньшинством среди советских военнопленных были украинцы. В октябре 1941 года «украинцы, лояльные Германии, связались с финским военным командованием и предложили украинские воинские подразделения для борьбы с большевиками». Генеральный штаб Финляндии не проявил по этому поводу энтузиазма, но пообещал отправить в Германию всех желающих сражаться с большевиками украинских военнопленных. Летом 1943 года этот вопрос был поднят снова. Теперь среди самих пленных украинцев распространили анкету с вопросом — хотят ли они отправиться в Германию и присоединиться к борьбе против Советского Союза? В лагере Наараярви содержалось в общей сложности 333 украинца, из них в письменном виде изъявили желание быть переданы в Германию 33 человека.

## Инфраструктура
- Жилые бараки
- Жилые бараки
- Жилые бараки
- Бараки для инвалидов
- Мастерские
- Кухня
- Столовая
- Сауна
- Прачечная
- Госпиталь
- Госпиталь

## Подлагеря лагеря Наараярви
В лагере Наараярви было создано несколько вспомогательных лагерей:

### Женский лагерь
Женский лагерь для военнопленных представлял собой казарму на 170 человек, отделённую от основного лагеря двойным забором из колючей проволоки. В этом отношении лагерь в Наараярви был исключением. В большинстве лагерей женщин-военнопленных не было вовсе либо они находились там очень короткое время, поскольку их общее число составляло чуть более 200 человек. К 16 января 1943 года в Наараярви были сосредоточены почти все советские женщины-военнопленные, находящиеся в Финляндии, за исключением отправленных в лагерь для офицеров.
Женщины-военнопленные стали для финской армии неожиданностью, поскольку в Финляндии женщины в армии не служили. В большинстве своём в Красной армии они занимали медицинские и тыловые должности. Финскими следователями их прежние звания игнорировались и в карточках военнопленных в графе «воинское звание» было указано «женщина-военнопленная». Им не разрешалось выходить за пределы лагеря. Вся их работа выполнялась в лагере, они работали в прачечной, швейном цеху или санитарками в госпитале.
В июле 1943 года инспектор по делам военнопленных так написал в своём отчёте о женщинах-военнопленных Наараярви: «Они работают усердно, напевая и веселясь, но с ними труднее обращаться, поскольку они не желают подчиняться дисциплине и порядку». Женский лагерь считался трудным для управления контингентом, так как телесные наказания для них были запрещены, а для восстановления дисциплины использовался только карцер.
Несколько раз предлагалось перевести женщин-военнопленных за пределы лагеря в хорошо охраняемые группы, но руководством эти предложения не были приняты. Несмотря на то, что большинство из них имели профессию военного медика, женщин-военнопленных использовали только в качестве санитарок. Основная причина этого заключалась в недоверии.

### Дисциплинарный лагерь
Дисциплинарный лагерь Риитасенсуо (фин. Riitasensuon sotavankileiri), также известный как Дисциплинарный лагерь военнопленных № 24, был создан 25 июня 1942 года в качестве подразделения (подлагеря) Распределительного лагеря № 2 в Наараярви «для наведения порядка в отношении дезертиров и других так называемых хулиганов» и находился в волости Керимяки, в 14 км к северу от города Савонлинна.
Идея создания дисциплинарного лагеря возникла у инспекторов по делам военнопленных полковника М. Х. А. Споре и подполковника К. Бьёрклунда после того, как предложение о смертной казни для военнопленных совершивших побег Штабом внутренних войск было отклонено. До весны 1942 года военнопленных совершивших побег просто возвращали в лагерь, из которого они сбежали. Инспекторы пришли к выводу, что такой подход не был дисциплинарно успешным, и случаи побегов только участились. Они предложили либо расширить лагерь № 3, предназначенный для политических заключённых, либо создать совершенно новый штрафной лагерь для совершивших побег и других военнопленных «нуждающихся в суровом обращении». В лагере предполагалось применять «исключительно суровые дисциплинарные методы». По их мнению перевод беглецов в этот лагерь «мог бы напугать других заключённых, заставив их поверить, что вывезенных заключённых расстреляют. В любом случае, заключённые поняли бы, что в таких случаях шутки закончились». Информация о новом дисциплинарном лагере не скрывалась от военнопленных, наоборот, власти стремились распространять различные слухи о нём, чтобы вызвать у заключённых страх.
Лагерь был построен на краю большого (1000 га) болота Риитасенсуо, близ деревни Куоккала. Первые 100 военнопленных прибыли сюда осенью 1941 года, их разместили в домохозяйстве местного жителя Раатеахо, располагавшемся рядом с болотом. Однако по мере увеличения количества военнопленных стало необходимым построить лагерь. На краю болота Риитасенсуо, согласно приказу Штаба внутренних войск от 1 июля 1942 года, был организован специализированный лагерь № 24 (фин. SvLr n:o 24 Ri), для военнопленных считавшихся опасными или совершивших побег. Лагерь отличался от других более строгой охраной. Обращение с заключёнными, особенно в первое время существования лагеря, было жестоким, действия охранников, по воспоминаниям очевидцев, отличались произволом.
Официально лагерь был учреждён 10 июля 1942 года. К приёму заключённых  он был готов в августе 1942 года, когда туда было приказано перевести всех беглых военнопленных, находившихся в других лагерях. В лагерь также направляли отказывающихся от работы, политически ненадёжных (хотя для них был отдельный лагерь) и военнопленных прошедших подготовку в качестве десантников или другую подготовку связанную с разведкой или диверсиям. Женщин-военнопленных в дисциплинарный лагерь не переводили. Территория лагеря была окружена забором из колючей проволоки, дорога, ведущая в лагерь, была перегорожена шлагбаумом. В систему охраны входили также две смотровые вышки, на которых, как и у шлагбаума, постоянно находились охранники с собаками. Вместимость лагеря Риитасенсуо составляла 500 человек, но содержалось в нём, в основном, 300—400 военнопленных, на которых приходилось 100—200 человек охраны. Подъём в лагере летом был в 5, зимой в 6 часов. На работу военнопленные выходили летом в 6:30, зимой в 7:30. Обед зимой и летом в 11 часов, окончание работы в 17 часов. Отбой летом в 22, зимой в 21 час.
- План дисциплинарного лагеря Риитасенсуо

Основной трудовой повинностью военнопленных с октября 1941 года было осушение болота и добыча торфа для компании Riitasensuon Turve Oy, где работали 150—300 человек. Остальные выполняли дорожные и строительные работы, занимались заготовкой дров, а также починкой инструментов и одежды. Часть пленных отправляли на работы в местные сельские хозяйства, а также на известковый завод предприятия Ruskealan Marmori Oy. Добыча торфа продолжалась до 31 декабря 1942 года. 
Обращение с военнопленными в лагере можно было охарактеризовать как произвол. Отчасти это было связано с личностями отобранных для лагеря охранников, но главную роль играло разрешение произвола сверху. Было несколько случаев побегов, или, по крайней мере, заявленных как таковые, во время которых, согласно докладу начальника лагеря, беглецы оказывали такое сильное сопротивление, что «их приходилось расстреливать». Из исправительного лагеря бежало не менее 45 заключённых, из которых 26 погибли при задержании, почти все в первый год функционирования лагеря, с августа 1942 по август 1943 года. Данные о количестве погибших в лагере разнятся. По данным базы данных Национального архива Финляндии в лагере военнопленных № 24 погибло 60 заключённых. Больше всего погибших в октябре-ноябре 1942 года, всего 26 человек, из которых большинство (17) умерли от симптомов, вызванных недоеданием. Всего из зарегистрированных умерших в лагере 31 человек, то есть более половины, были застрелены. В финском справочнике по лагерям военнопленных указано другое количество — 53 погибших, 26 из которых были расстреляны. На сайте посольства Российской Федерации в Финляндии есть информация, что в лагере погибли 92 военнопленных, из которых не менее 20 были расстреляны.
Случаи стрельбы всегда передавались на рассмотрение начальнику лагеря, но ни в одном случае стрелявший не понёс никакого наказания, то есть правомерность стрельбы по военнопленным им не ставилась под сомнение. Распространённость случаев стрельбы определяли граничащие с беззаконием инструкции по охране лагеря, такие как приказ стрелять непосредственно в бегущего заключённого, если местность не была открытой. Предупредительный выстрел производился только на открытой местности. Кроме того, при стрельбе в бегущего заключённого охранники должны были целиться в верхнюю часть тела, а, если заключённый касался колючей проволоки, окружавшей лагерь, охраннику по инструкции разрешалось стрелять в «самую уязвимую часть тела» без предупреждения. 
В лагерь № 24 не допускали наблюдателей Международного Красного Креста. В ноябре 1942 года инспектор по делам военнопленных М. Х. А. Споре предложил в качестве возможности дополнительного наказания создать в исправительном лагере земляную яму, но в Штабе внутренних войск ему отказали на основании того, что это противоречит Женевской конвенции об обращении с военнопленными. Тем не менее в начале следующего года было издано распоряжение начальника лагеря о строительстве земляной ямы. Другие формы произвола, такие как избиения заключённых, были распространены в лагере, особенно в его начальный период, и такое положение продолжалось до 1943 года. Проводивший допрос военнопленных офицер Штаба внутренних войск Савиалофф (Savialoff), сообщил М. Х. А. Споре, что грубое обращение с военнопленными продолжается в лагере в такой степени, что даже местные жители выражают неодобрение происходящим в лагере и заявляют о намерении подать жалобу правительству. Они слышат крики заключённых, подвергающихся наказанию и видят следы побоев. По словам Савиалоффа, избиения были систематическими, поскольку даже за незначительные проступки назначалось наказание 25 ударов плетью.
После того как эта информация была передана в Управление по делам военнопленных, а также после дополнительных проверок, начальствующий состав и охрана лагеря военнопленных № 24 были полностью заменены, что привело к улучшению обращения с военнопленными. В первый год работы лагеря его начальником был капитан Кустаа Куяла. При нём пленных расстреливали и избивали. За неоправданную жестокость 2 августа 1943 года начальник Управления по делам военнопленных Организационного отдела Генерального штаба полковник Суло Мальм отстранил капитана Куяла от должности начальника лагеря. Общее же улучшение обращения с заключёнными дисциплинарного лагеря и улучшение условий содержания военнопленных в других лагерях началось в 1943 году, одновременно с успехами Красной армии. 
В ноябре 1943 года при лагере Риитасенсуо был создан отдел II в городе Вааса. С 24 января до 10 февраля 1943 года основной контингент лагеря был передислоцирован в Ваасу на строительство аэродрома, но часть военнопленных была оставлена для работ на болоте Риитасенсуо. Помимо второго отделения лагеря в Ваасе, в 10 километрах к юго-востоку от него в деревне Хельсингбю, был создан вспомогательный лагерь, который впоследствии также был преобразован в дисциплинарный. Лагерь для военнопленных на болоте Риитасенсуо был ликвидирован решением Штаба внутренних войск от 25 ноября 1944 года, содержавшиеся в нём пленные были возвращены в Советский Союз. 
В 1952 году на кладбище в Риитасенсуо были перенесены останки советских солдат из Энонкоски, Савонранта, Сяяминки и Савонлинны. По данным губернских властей других перемещений после 1970 года не производилось и всего на этом кладбище захоронены 98 советских военнослужащих. Однако, с учётом сведений Национального архива Финляндии, на его территории могут покоится 111 человек, имена двоих не установлены.
| Внешние изображения | Внешние изображения                   |
| ------------------- | ------------------------------------- |
|                     | Братская могила у болота Рииттасенсуо |

Начальники лагеря № 24:
- Капитан Кустаа Куяла (05.09.1942—02.08.1943)
- Капитан А. Нурми (02.08.1943—21.07.1944)
- Майор Х. Юллин-Корпи (21.07.1944—25.11.1944)

Заместители начальника лагеря:
- Лейтенант Б. Сёдерхольм (28.02.1944—21.07.1944)
- Капитан А. Нурми (21.07.1944—25.11.1944)

Адъютанты:
- Лейтенант П. Ю. Коскинен (05.09.1942—13.10.1942)
- Лейтенант О. Кекаляйнен (14.08.1943—25.11.1944)[39]

Численность военнопленных: 
- 14.11.1942 — 431 чел.
- 30.11.1942 — 427 чел.
- 31.12.1942 — 450 чел.
- 27.09.1944 — 510 чел.[33]

### Еврейский лагерь
4 октября 1942 года в 16 км к югу от основного лагеря для военнопленных Наараярви было открыто его новое подразделение — Еврейский лагерь, располагавшийся на станции Луоколампи.
Изоляция евреев из общих лагерей для военнопленных началась в 1942 году. Сначала их отправляли в распределительный лагерь № 2 Наараярви, а затем в Еврейский лагерь при химическом заводе в Лоуколампи и связанных с ним объектах (рудник в Монтола, торфоразработки, лесозаготовки). На станции Лоуколампи находился химический завод компании Paraisten Kalkki Oy. Он был связан узкоколейной железной дорогой с рудником Монтола, где добывались калийные соли, которые являлись сырьём для химического завода. Топливом для завода служил местные торф и дрова. На всех этих промышленных объектах и добыче топлива работали евреи, в основном как подсобные рабочие. В исключительных случаях они трудились в качестве механиков или кочегаров вместе с финскими рабочими.
По мнению бывших военнопленных, ныне проживающих в Израиле Шимона Янтовского и Арона Глесина, это был «рай среди лагерей». Из воспоминаний Шимона Янтовского: «Я помню, как прибыл [в Наараярви] из штрафного лагеря истощённым от голода, с обмороженными пальцами. Прибыв сюда, я посчитал, что попал в рай. Впервые за три года я надел чистую одежду. Я почувствовал себя человеком, которого уважают». «Даже при беглом взгляде лагерь не мог не поразить своими размерами и внешним порядком. В особенности произвёл впечатление госпиталь с его белыми простынями и чистотой. Ведь до этого мне приходилось спать на голых досках и укрываться только шинелью. В ещё большей мере поражали военнопленные, которые сновали по лагерю. Они выглядели почти нормальными людьми». Во время нахождения в госпитале лагеря Наараярви «один парень сказал, что здесь есть еврейский лагерь. Что нужно, когда выздоровеешь, попросить перевести в него». 
Шимон Янтовский попал в плен в начале войны. Он оказался в лагере для военнопленных № 52 в Кондопоге, откуда попытался совершить побег. Побег не удался, он был избит розгами и отправлен на принудительные работы в дисциплинарный лагерь в Ваасе. Отбыв наказание, Шимон был переведён в лагерь Наараярви, где узнал о существовании в его составе Еврейского лагеря. Он попросил перевода туда и получил его.
В Еврейском лагере Наараярви было сформировано несколько так называемых «командировочных групп» по 10-15 человек, которые работали за его пределами. Янтовский попал в такую группу. Он описывал свои условия содержания как рай, потому что никто в группе не голодал. Работа заключалась в рубке дров для нужд местного работодателя. Работа была не тяжёлой, а общество — образованным, все в группе, кроме одного, были с высшим образованием. Размещались в бывшей сельской школе. В одной комнате находились нары, а рядом жил охранник, он же и мастер. До места работы было идти недалеко. Иногда шли на работу даже без охраны. Рабочая норма не была слишком тяжёлой, поскольку большинство выполняло её к полудню. В морозы при температуре ниже 20 градусов на работу вообще не выходили. Заключённые были одеты в тёплые вещи. Многие из них были получены из посылок, которые присылали местные евреи. Поскольку все заключённые этой «командировочной группы» были образованными людьми, они могли учиться друг у друга. Профессор математики, например, учил других математике. Еды было достаточно, а иногда финские женщины с соседней молочной фермы даже проносили военнопленным сливки. Продавая свои поделки заключённые смогли собрать немного денег, договориться с охранником и купить радиоприёмник фирмы «Pikku-Matti». Он был установлен в комнате охранника и после окончания работ должен был быть оставлен ему. Слушать радио разрешалось только поздним вечером, при закрытых дверях и не всем, а одному или двоим из группы. Благодаря приёмнику заключённые находились в курсе мировых событий, информацию о которых передавали в базовый лагерь Наараярви, где охранники поражались осведомлённости военнопленных о ходе войны. Кроме того, старший группы Соломон Шур свободно говорил по-фински, поэтому было доступно и чтение финских газет.
Основная база Еврейского лагеря была расположена на химическом заводе Вяйнё Лескинена в Лоуколампи. К заводу примыкали соляные шахты Монтола и торфоразработки. Все жили в одном большом бараке с деревянными нарами в три яруса. В бараке читал лекции профессор истории. Некоторые военнопленные музицировали и местные финны ходили к ним на концерты. Заключённые писали стихи и рассказы и даже выпустили один номер собственной газеты. Обсуждали сионизм и критиковали сталинский режим. Во время проверки лагеря 29 января 1943 года инспектор по делам военнопленных не обнаружил в их содержании никаких серьёзных недостатков. 
Кроме того, по воспоминаниям бывших заключённых: «нас навещали представители местной еврейской общины, привозили на Песах мацу и вино. Многие советские евреи именно благодаря этим визитам впервые получили представление о своих национальных традициях». Так, большим праздником для заключённых стал приезд говорившего на идиш учителя еврейской школы в Хельсинки, которого они приняли в качестве раввина, посланного финской еврейской общиной в конце 1943 года. Еврейская община, знавшая о существовании еврейского лагеря, обратилась к командованию лагерями с просьбой разрешить посещение раввином военнопленных-евреев. Однако в это время в финской общине официального раввина не было и в письме от имени еврейской общины, подписанном её главой, Ионасом Якобсоном, в качестве раввина фигурировал Уль Маркус Карми. По воспоминаниям заключённых: «Он привёз нам подарки от еврейской общины Хельсинки и учил нас еврейским песням (одной из них был будущий гимн Израиля – Атиква)». Помощь военнопленным-евреям оказывал Красный Крест и финский бизнесмен, член еврейской общины Авраам Штиллер, он выступал в их интересах перед властями, проводил сборы лекарств, продуктов питания и одежды.
О причинах возникновения Еврейского лагеря достоверных документальных свидетельств не сохранилось. По данным финских источников еврейская община осенью 1942 года обратилась с просьбой выделить евреев в отдельную группу среди военнопленных. В качестве причин община назвала то, что им будет легче заботиться о заключённых, а также то, что евреи страдали в лагерях от дискриминации со стороны русских и карелов. По мнению же финских евреев, трудовые лагеря, предназначенные только для евреев, были предназначены не для спасения, а для концентрации евреев в одном месте, чтобы облегчить их передачу в немецкие концентрационные лагеря. Шимон Янтовский в интервью для финского документального фильма «Рай в аду» (1994) высказал своё предположение: «Возможно, лагерь был создан благодаря стараниям местной еврейской общины. А может быть, финны преследовали двойную цель, выжидали, кто победит в войне и изоляция военнопленных-евреев предполагала в последующем их депортацию в Германию». 
Неизвестно также и точное количество узников лагеря. Согласно финским источникам их численность достигала 170 человек. Израильские исследователи называют цифры от 200 до 300 военнопленных-евреев. Узник Еврейского лагеря Шимон Янтовский упоминал о бараке на 50 заключённых в Лоуколампи и нескольких «командировочных группах» по 10—15 человек, которые жили и работали за пределами лагеря, количество заключённых в Монтоле ему было неизвестно. Можно предположить, что в действительности в финском плену находилось значительно больше евреев, так как многие из них скрывали свою национальность.
Арон Глесин (личный номер военнопленного Ä-1516), бывший заключённый лагеря Наараярви, в своих воспоминаниях писал: «Я никогда не забывал слово Лоуколампи. Ни на секунду. Я часто забываю разные вещи, но не эти названия — Лоуколампи и Монтола. Даже если бы меня разбудили среди ночи, я бы их сразу вспомнил». Воспоминания Шимона Янтовского (личный номер военнопленного L-5437) были написаны в 1979 и опубликованы в 2000 году, в них он подчёркивает, что «в то время, когда из труб Освенцима и Бухенвальда поднимался дым и сотни тысяч евреев были убиты, в Финляндии был отдельный лагерь для еврейских военнопленных и благодаря ему эти евреи были спасены».

### Лагерь «родственных народов»
Лагерь для военнопленных прибалтийско-финских национальностей № 21 с 4 июля по 18 августа 1941 года находился в волости Лиминка, 19 сентября 1941 года был переведён в Ахолахти (фин. Aholahti) волости Сяяминки (близ г. Савонлинна), 31 июля 1943 года он был присоединён к Распределительному лагерю военнопленных № 2 в Наараярви.
Во время советско-финской войны (1941—1944) для советских военнопленных прибалтийско-финских национальностей финляндское правительство старалось создать улучшенные условия содержания по сравнению с военнопленными других национальностей. Причина заключалась в том, что после победы в войне с Советским Союзом их планировалось вернуть на родину, что способствовало бы распространению профинских настроений в регионах их проживания. В лагере «родственных народов», за всё время его существования, при общей численности почти 2000 человек, умерло только 12 военнопленных. Таким образом, смертность в нём была на два порядка ниже, чем у военнопленных других национальностей. На работах же вне лагеря никакой разницы в нормировании труда или обращении уже не было. 
Военнопленным «родственных народов» была предоставлена возможность вступить в финскую армию и отправиться воевать против Советского Союза. 11 октября 1942 года заместителем начальника лагеря был назначен военный юрист, капитан Эмиль Пекканен, который получил приказ сформировать из советских военнопленных прибалтийско-финских национальностей добровольческий батальон. В батальон подбирались люди на добровольной основе, внушающие доверие, понимающие финский язык, а также физически и по всем другим показателям отвечающие армейским требованиям, но не служившие в Красной армии на старших офицерских должностях, те кто не были политработниками, бывшими «красными финнами» или членами ВКП(б). В награду за вступление в батальон добровольцам было обещано финское гражданство после окончания войны. Батальон был сформирован 12 ноября 1942 года и получил наименование 3-й соплеменный батальон. C ноября 1942-го по февраль 1943 года личный состав батальона занимался строевой, боевой и тактической подготовкой. Численность батальона к концу периода его формирования составляла 1070 человек. Большинство в нём составляли карелы (56,8 %), в том числе олонецкие, тверские и беломорские, а также ингерманландцы (39,5 %). В апреле 1943 года батальон был отправлен на передовую.
Лагерь для военнопленных прибалтийско-финских национальностей был расформирован 31 июля 1943 года и приписан в качестве подлагеря к распределительному лагерю № 2 в Наараярви. 
3 ноября 1944 года 3-й соплеменный батальон был разоружён и расформирован. По требованию Союзной контрольной комиссии советские граждане, служившие в батальоне, должны были быть возвращены в Советский Союз. 657 бывших бойцов батальона на поезде были отправлены в лагерь военнопленных Наараярви, однако на станции Наараярви, на глазах представителей Союзной контрольной комиссии, из поезда вышли только 212 человек, остальные сбежали в пути. Это было связано с тем, что поездная бригада несколько раз намеренно замедляла ход, а охрана из финских военных отказалась стрелять в бежавших из поезда на ходу. Позднее, по крайней мере 172 бежавшим, удалось перебраться в Швецию.
Начальники лагеря № 21:
- Лейтенант П. Саловаара (18.06.1941—18.08.1941)
- Капитан Ю. А. Тахванаинен (13.09.1941—08.02.1942)
- Лейтенант Э. О. Пухакка (08.02.1942—21.04.1942)
- Капитан О. Ю. Сомппи (21.04.1942—02.11.1942)
- Капитан М. В. Лехмусваара (02.11.1942—15.08.1943)

Адъютанты: 
- Лейтенант Л. Элимяки (21.04.1942—05.09.1942)

Общая штатная численность: 4 офицера, 12 унтер-офицеров, 69 рядовых.
Численность военнопленных:
- 25.10.1941 — 71 чел.
- 18.07.1942 — 653 чел.
- 14.11.1942 — 1775 чел.
- 30.11.1942 — 1805 чел.
- 31.12.1942 — 1310 чел.

Смертность в лагере № 21 по данным Национального архива Финляндии:
| Год   | Расстрелян | Другая причина |
| ----- | ---------- | -------------- |
| 1941  | 0          | 0              |
| 1942  | 1          | 11             |
| 1943  | 0          | 1              |
| Всего | 1          | 12             |

### Лесной лагерь
Лесной трудовой лагерь в Сиикамяки (17 км к востоку от Наараярви, совр. район города Пиексямяки), был создан в августе 1943 года.
В августе 1943 года было принято решение о создании в приходе Пиексямяки лагеря для лесозаготовок, куда первоначально планировалось направить 100 заключённых из дисциплинарного лагеря Риитасенсуо, отобранных из числа «хорошо себя ведущих». В приказе особо подчёркивалось, что заключённые должны были быть абсолютно трудоспособными. Новый лагерь, расположенный в лесу Тиениля, был также известен по документам как лагерь Сиикамяки. Это был лесной лагерь, окружённый колючей проволокой, за контингентом которого тщательно следили. Когда дисциплинарный лагерь Риитасенсуо переехал в Ваасу, часть заключённых лагеря Сиикамяки была задействована на строительстве аэродрома Наараярви.

## Коменданты лагеря

### Ханс Кальм
Первым начальником лагеря был эстонец Ханс Кальм (1889—1981), который участвовал в Первой мировой войне в составе русской армии, где дослужился до звания капитана. Во время Гражданской войны в Финляндии он воевал на стороне белых, командовал 1-м батальоном полка Северного Хяме. Ханс Кальм и его подчинённые неоднократно совершали массовые убийства, например, они устроили бойню в больнице Красного Креста Хармойнен, где расстреляли лежачих раненых красногвардейцев и убили двух безоружных санитаров. Ханс Кальм не понёс никакой юридической ответственности за эту резню, а также за казни сотен красных финнов заключённых в лагере для военнопленных Хеннала. После окончания гражданской войны в Финляндии Ханс Кальм в качестве командира финского добровольческого отряда Сыновья Севера участвовал в Эстонской освободительной войне, где дослужился до полковника.
К началу советско-финской войны (1941—1944) Кальму было 52 года. Он по собственному желанию вновь поступил на военную службу, где получил задание организовать распределительный лагерь военнопленных № 2 в Наараярви. Полковник Ханс Кальм пробыл начальником лагеря четыре месяца, с 4 июля до 4 октября 1941 года. Он был очень надменным офицером, как свидетельствуют очевидцы, никто из подчинённых не имел права начинать есть, пока он не сядет за стол. Был освобождён от должности как не справившийся с руководством.

### Карл Хилен
Вторым комендантом лагеря стал майор Карл Хилен, также бывший офицер русской императорской армии. Во время Гражданской войны в Финляндии воевал на стороне былых. Командовал пулемётной ротой в битве при Варкаусе, после которой более 80 красногвардейцев были казнены. Затем был переведён в штаб военного округа Каяани, где также участвовал в казнях красногвардейцев. В дальнейшем командовал отрядом пограничной стражи Каяани, который участвовал во внесудебных казнях в Выборге и Хамине.
В 1940 году Карл Хилен сменил фамилию на Хилесмаа. Во время советско-финляндской войны (1939—1940) служил начальником материально-технического обеспечения 4-го отдельного батальона. Будучи начальником финансовой части батальона, тем не менее сам часто принимал участвие в боевых действиях. Воевал на Карельском перешейке в Ахиярви, Кююрёля и Хотокка. В феврале 1940 года был ранен и в боевых действиях больше не участвовал. Приняв командование лагерем 4 октября 1941 года, через месяц — 3 ноября 1941 года, Карл Хилен (Хилесмаа) был отстранён от должности из-за высокой смертности среди военнопленных. Архивы периода руководства Хилесмаа были сожжены.

### Аугуст Алли
Третьим комендантом лагеря стал 70-летний полковник Аугуст Алли, который был уже слишком стар для этой должности и имел слабое здоровье. Он находился на должности с 3 ноября 1941 года по 1 февраля 1942 года. Аугуст Алли также был бывшим офицером русской императорской армии, с хорошим образованием и хорошим русским языком. В 1938 году в Финляндии была опубликована его книга «Хрестоматия русского военного языка».

### Калле Виерто
Четвёртым комендантом лагеря 1 февраля 1942 года стал капитан Калле Виерто, служивший во время Гражданской войны в Финляндии с Хансом Кальмом в одном батальоне, в качестве командира взвода и заместителя командира роты. В межвоенные годы Калле Виерто работал тренером по горным лыжам. Его сын Пааво — чемпион мира по прыжкам с трамплина 1941 года в Кортина-д’Ампеццо, служил в финском добровольческом батальоне СС и погиб на Украине в декабре 1941 года. Капитан Калле Кустаа Виерто командовал лагерем в самые страшные месяцы — с 1 февраля по 8 мая 1942 года. В это время смертность в лагере была самой высокой, только в феврале 1942 года умерло 695 заключённых. Всего за то время пока он был начальником лагеря умерло 1522 человека.

### Аарре Нурми
Пятым комендантом был капитан Аарре Александер Нурми, который командовал лагерем дольше всех, с 8 мая 1942 года по 5 июня 1943 года. За время руководства Нурми смертность в лагере резко снизилась, условия содержания и питание улучшились, была приведена в порядок одежда военнопленных. Заключённых отправляли на работу за пределы лагеря, чем финскому сельскому и лесному хозяйству, а также промышленности оказывались большие услуги.

### Эмиль Пекканен
Шестым комендантом стал ингерманландец, майор юридической службы, хорошо владеющий русским языком бывший офицер русской императорской армии Эмиль Пекканен, который командовал лагерем с 5 июня 1943 года по 5 ноября 1943 года. До прибытия в Нараярви он занимался расследованием действий самого жестокого военного преступника во время советско-финской войны (1941—1944) Ээро Неро, который лично застрелил не менее 35 военнопленных.
За месяц до прибытия в Наараярви Эмиль Пекканен представил в Генеральный штаб результаты расследования жестокости и произвола охранников по отношению к военнопленным. В докладе, который он подготовил совместно с генерал-майором Селимом Исаксоном, описывались убийства охранниками военнопленных и поддельные докладные о происшествиях, использовавшиеся для сокрытия этих убийств. В своём докладе Э. Пекканен отмечал несоответствие между приказами лагерного начальства и международными соглашениями, касающимися военнопленных: «мне приходилось читать приказы, например, о том, что обращение с заключёнными должно быть крайне суровым, что непокорных заключённых следует немедленно казнить на рабочем месте, что агитаторов следует безжалостно устранять, что заключённого можно расстрелять, если он будет вести себя угрожающе и т. д. Такие приказы отдавались высшим руководством или, по крайней мере, от его имени». Особо, в расследовании Пекканена, выделялось имя одного из офицеров связи 4-го армейского корпуса — лейтенанта Ээро Неро. Он обвинялся в преднамеренном расстреле не менее 51 военнопленного. Однако на основании сфабрикованных медицинских заключений, в которых утверждалось, что Неро совершал преступления в невменяемом состоянии, начальник Генерального штаба генерал Эрик Хейнрикс приказал освободить Неро, задержанного для допроса. Ввиду того, что расследование дела Неро могло нанести ущерб репутации армии, генерал Эрик Хейнрикс и начальник Управления по делам военнопленных Организационного отдела Генерального штаба полковник Суло Мальм оставили доклад Пекканена у себя и не передали, как он требовал, дело Неро в военный суд.
Эмиль Пекканен официально вступил в должность начальника лагеря Наараярви 5 июня 1943 года. Первым его решением на новой должности стало увеличение продовольственных пайков для заключённых, потому что «паёк, выдаваемый заключённым, был недостаточным, хлеб часто давали заплесневелый, а картофель вообще был непригоден для употребления в пищу. Тюремные больницы были переполнены заключёнными, страдающими от болезней, вызванных недоеданием или некомпетентностью». Кроме того он обвинил компании Oinonniemi Oy, Petko Oy и Puuhiili Oy в жестокой эксплуатации военнопленных, так как, по его мнению, целью компаний, использующих труд военнопленных, было максимизировать прибыль, не заботясь о их жизни. Эмиль Пекканен был шокирован произволом охраны, который описывал следующим образом: «Не проходило и дня, чтобы заключённые не подвергались произвольным избиениям или иным видам насилия. В ход шли палки… и кулаки, особенно по утрам, когда заключённых отправляли на работу, и во время еды». Выступавший против насилия, он был убеждён, что с советскими военнопленными следует обращаться справедливо: «В противном случае заключённые, которых иногда отпускают на свободу, даже за пределами нашей страны рассказывают об обращении, которое не соответствует достоинству нашей цивилизованной страны, не говоря уже о чём-либо другом».
Деятельность Пекканена стала объектом пристального внимания его подчинённых практически сразу после того, как он занял должность коменданта лагеря. Лагерная охрана посчитала, что Пекканен неправильно относится к заключённым. Его гуманное отношение к ним и жёсткая установка на соблюдение международных соглашений, касающихся военнопленных, настроили охранников против него. Подотдел сил обороны в Миккели подверг майора Пекканена критике за настолько мягкое обращение с военнопленными, что они называли его «отцом». Эту расслабленную атмосферу, по мнению вышестоящего руководства, следовало «милитаризировать».
В сентябре 1943 года на концерте, организованном в лагере для военнопленных, произошёл инцидент. Из докладной офицера лагерной охраны Фредерика Хитолы: «Когда я оказался за занавеской учебного барака, то услышал громкий смех из зала. Заглянув в него, увидел двух женщин-военнопленных, стоящих посреди зала, одна из которых была в цилиндре и зеленоватой куртке, с красным крестом на рукаве, и она говорила громким голосом: Я представитель Красного Креста и несу вам посылки, в то же время я объявляю, что война скоро закончится, и вы сможете вернуться домой в Советскую Россию». Второй офицер охраны Антти Хуурто сказал, что слышал имя Гитлера, а военнопленная женщина, упомянула имя Густава Маннергейма, сделав при этом жест правой рукой, показывающий, что она перерезает ему горло. Эту военнопленную звали Линда Фрейдаль, она попала в плен в июле 1941 года, и в лагере её уже несколько раз наказывали карцером. Эмиль Пекканен прибыл на концерт после инцидента. Когда он выслушал доклад о происшествии, то сказал, что не может найти подходящую статью уголовного кодекса для наказания Линды Фрейдаль. Он расценил её выступление как шутку и приговорил к шести дням ареста. Свои действия он объяснил тем, что в случае сурового наказания у военнопленных может сложиться впечатление, что их речей боятся.
Из-за своего гуманного подхода Эмиль Пекканен нажил себе врагов. Несколько офицеров пригрозили подать рапорт о переводе в лагеря, где охране разрешалось содержать заключённых «в дисциплине». В октябре 1943 года они написали докладную на коменданта, где сообщалось, что Пекканен использовал советского военнопленного в качестве помощника во время поездок на охоту и выделил ему в пользование дробовик. По этому поводу был допрошен военнопленный Иван Костин, стоматолог по гражданской профессии, который сообщил, что действительно четыре раза охотился с Пекканеном на тетеревов и получил от него ружьё. По мнению противников Пекканена, поездки с военнопленным на охоту и передача ему оружия были веским доводом для отставки с поста коменданта лагеря. В ноябре 1943 года начальник Управления по делам военнопленных Организационного отдела Генерального штаба полковник Суло Мальм приказал немедленно освободить майора Пекканена от должности коменданта лагеря № 2. Эмиль Пекканен был освобождён от должности начальника лагеря 5 ноября 1943 года.
Майор Пекканен посчитал, что его отстранили от командования без уважительной причины. Он заподозрил, что за его спиной существует заговор и подал жалобу на полковника Суло Мальма, которую направил непосредственно Верховному главнокомандующему Силами обороны маршалу К. Г. Маннергейму и начальнику Генерального штаба Эрику Хейнриксу. В жалобе он указал, что охрана лагеря совершала грубые акты насилия в отношении советских военнопленных. Ответа не получил. Тогда Пекканен написал новую жалобу, в ответ на которую обвиняемый, полковник Суло Мальм, приговорил майора Пекканена к десяти суткам ареста, причиной которого назвал неподчинение непосредственному начальнику. Однако Пекканен посчитал, что действовал в полном соответствии с военными уставами и находясь под арестом в главном караульном помещении написал ещё одну жалобу — парламентскому омбудсмену о своём незаконном заключении и потребовал, чтобы его освободили как можно скорее.
В своих жалобах Эмиль Пекканен описал множественные проступки финских офицеров, в том числе подполковника инженерных войск 4-го армейского корпуса Матти Ойнонена и лейтенанта 4-го армейского корпуса Ээро Неро, которые соответствовали критериям военных преступлений. Вот некоторые из них. Двое военнопленных были расстреляны Ээро Неро, потому что поспорили, кому достанется лопата меньшего размера. Зимой 1942 года, когда в сильные морозы военнопленных использовали для расчистки дорог от снега, около 50 из них замёрзли насмерть, ещё примерно 30 — сильно обморозились. Вместо лечения Ойнонен решил отправить 14 обмороженных военнопленных в Райяйоки «топтаться» на минах на нейтральной полосе, где они и погибли. У оставшихся из-за отсутствия лечения обморожения начали нарывать. Когда вонь от нарывов стала невыносимой, Ойнонен решил их всех расстрелять. По его приказу была вырыта братская могила, заключённых подтащили на санях к могиле и расстреляли в ней. Казнь проводил Ээро Неро с помощниками.
В октябре 1944 года доклады Эмиля Пекканена были использованы Союзной контрольной комиссией в качестве обвинительных материалов для суда над финскими военными преступниками.

### Аксель Нюстедт
Последним, седьмым, комендантом был подполковник Аксель Сиберио Нюстедт, он командовал лагерем с 5 ноября 1943 года по 28 ноября 1944 года. После чего лагерь был закрыт. Во время командования Нюстедта через Наараярви прошли тысячи ранее депортированных в Финляндию ингерманландцев, возвращавшихся в Советский Союз.
- Коменданты лагеря
- Ханс Кальм
- Аугуст Алли
- Калле Виерто (в центре)
- Эмиль Пекканен

## Командование лагеря
Коменданты:
- Полковник Ханс Кальм (04.07.1941—04.10.1941)
- Майор Карл Хилесмаа (04.10.1941—03.11.1941)
- Полковник Аугуст Алли (03.11.1941— 01.02.1942)
- Капитан Калле Виерто (01.02.1942—08.05.1942)
- Капитан Аарре Нурми (08.05.1942—05.06.1943)
- Майор Эмиль Пекканен (05.06.1943—05.11.1943)
- Подполковник Аксель Нюстедт (05.11.1943—28.11.1944)

Заместители коменданта:
- Подполковник Аугуст Алли (02.07.1941—03.11.1941)

Помощники коменданта:
- Лейтенант Хелльстрем (21.04.1942—05.09.1942)
- Капитан М. Лехмусваара (15.08.1943—15.07.1944)
- Капитан Ю. Ойнонен (15.07.1944—28.11.1944)

Адъютанты:
- Фенрик Кауко Вейкканен (05.09.1942—10.02.1943)
- Лейтенант П. А. Лехто (22.04.1944—29.07.1944)
- Лейтенант А. Хюваринен (29.07.1944—28.11.1944)

Начальник хозяйственной части:
- Лейтенант Мартти Корхонен (02.07.1941—?)

Начальник отдела снабжения:
- Фенрик Пентти Пуллинен

Врач лагеря:
- Лиценциат медицины Аарне Ю. Н. Нийранен (19.08.1941—?)

Командир роты охраны:
- Фенрик Кауко Пиетиля
- Личный состав на 15.07.1942 — 169 человек[62].

## Количество военнопленных
Вместимость лагеря Наараярви на 16.08.1941 — 2000 военнопленных.
| Дата                  | Количество |
| --------------------- | ---------- |
| 2 августа 1941 года   | 83         |
| 9 августа 1941 года   | 675        |
| 16 августа 1941 года  | 896        |
| 23 августа 1941 года  | 702        |
| 30 августа 1941 года  | 802        |
| 6 сентября 1941 года  | 1101       |
| 13 сентября 1941 года | 1330       |
| 26 октября 1941 года  | 2193       |
| 16 февраля 1942 года  | 3046       |
| 18 июля 1942 года     | 1638       |
| 14 ноября 1942 года   | 2072       |
| 30 ноября 1942 года   | 1974       |
| 31 декабря 1942 года  | 2160       |
| 27 сентября 1944 года | 7409       |

## Фото
- Советские военнопленные. Зима 1941—1942 годов

## После войны
После окончания советско-финской войны лагерь служил центром сбора депортированных в Финляндию ингерманландцев. В общей сложности 8000-9000 их были собраны в лагере Наараярви и отправлены обратно в Советский Союз. Кроме того, военнослужащие 3-го соплеменного батальона — советские военнопленные прибалтийско-финских национальностей, перешедшие на финскую сторону, также были отправлены в лагерь Наараярви. За вступление в финскую армию им было обещано гражданство Финляндии, тем не менее они были переданы из Наараярви в Советский Союз, где были осуждены на сроки от 10 до 25 лет.
После вывода военнопленных территорию лагеря предоставили для временного проживания финским беженцам из Карелии. 1 ноября 1945 года на месте лагеря для военнопленных была организована резервная тюрьма Наараярви. Целью её создания было снижение переполненности тюрем, вызванной ростом преступности в военные и послевоенные годы. В тюрьме Наараярви содержались инвалиды и хронически больные люди, поэтому учреждение называлось также больничной тюрьмой.
В 1947 году число заключённых достигло более 400 человек. Они использовались на строительных и ремонтных работах. В период с 1946 по 1971 год тюрьма Наараярви направляла заключённых в 17 трудовых лагерей центральной Финляндии, где велись работы по строительству железных дорог, расчистке полей, в сельское и лесное хозяйства.
В период с 1950 по 1955 год в тюрьме были перестроены жилые и хозяйственные помещения. В 1956 году было завершено строительство промышленной зоны, в которой размещались столярный цех, кузница, малярный цех, переплётная мастерская, а также сапожный и швейный цеха.
В 1975 году в тюрьме было создано отделение открытого типа. Последнее отделение закрытого типа было ликвидировано в 1986 году.

## Современность
В нстоящее время тюрьма Наараярви является тюрьмой открытого типа. На территории тюрьмы находятся кладбище и памятник погибшим советским военнопленным. 
19 декабря 2018 года на тюремном кладбище состоялась церемония открытия стендов с именами 2797 советских военнопленных, которые погибли в лагере и были захоронены в братской могиле в период 1941—1944 годов. На церемонии, посвящённой их открытию, присутствовали представители посольства Российской Федерации, городских властей Пиексямяки, администрации тюрьмы Наараярви, координационного совета организаций российских соотечественников, проживающих в Финляндии. Списки с именами погибших военнопленных были переданы советской стороне ещё в 1950-е годы, но исследователям пришлось долго выверять их, поскольку некоторые записи дублировали друг друга или были неверными, так как некотрые фамилии при записи латиницей, порой менялись до неузнаваемости.
- Тюрьма Наараярви. 2009 год
- Памятник погибшим военнопленным. 2011 год
- Стенды с именами погибших военнопленных. 2018 год

### Статьи
- Шрайман Шели, Топоровский Ян. Зачем был создан рай в аду? // Мишпоха : журнал. — Витебск: ЕКЦ «Мишпоха», 2005.
- Danielsbacka Mirkka. Vankien vartijat — Ihmislajin psykologia, neuvostosotavangit ja Suomi 1941—1944. (Väitöskirja) Filosofian, historian, kulttuurin ja taiteiden tutkimuksen laitos; Humanistinen tiedekunta (фин.). — Helsinki: Helsingin yliopisto, 2013. — ISBN 978-952-10-9353-1. — ISSN 0357-9549.
- Hankilanoja Asko. Naarajärven sotavankien järjes telyleiri n:o 2 (фин.) // Sydänseutu : журнал. — Pieksämäki, 2006. — S. 4.
- Hankilanoja Asko. Naarajärven sotavankien järjes telyleiri n:o 2 (фин.) // Sydänseutu : журнал. — Pieksämäki, 2006. — S. 5.
- Hankilanoja Asko. Sotavankeja Naarajärvellä 1941-44 (фин.). — Pieksämäki, 2008.
- Сеппяля Хельге[фин.]. Финляндия как оккупант в 1941—1944 годах // Север : журнал. — Петрозаводск, 1995. — № 4, 5, 6. — С. 96—113. — ISSN 0131-6222.
- Salomon Boris. Sotavankileirien julmuuksien vastustaminen tuhosi leiripäällikön uran ja maineen (фин.) // Seura : журнал. — Helsinki: Otavamedia, 2017. — 6 elokuun. — ISSN 0358-8017.

### Книги
- Веригин С. Г. Под чужими знаменами: военный коллаборационизм в Карелии в годы Второй мировой войны (1939—1945). — Петрозаводск: ПетрГУ, 2016. — 122 с.
- Янтовский Шимон. Сионист в плену // Обреченные погибнуть. Судьба советских военнопленных-евреев во Второй мировой войне: воспоминания и документы / Полян П., Шнеер А.. — Москва: Новое издательство, 2006. — 530 с. — ISBN 5-98379-069-2.
- Danielsbacka Mirkka. Sotavankikohtalot. Neuvostosotavangit Suomessa 1941-1944 (фин.). — Helsinki: Tammi, 2016. — ISBN 978-951-31-8549-7.
- Jantovski Shimon. To Where We Belong (Memoirs) (англ.). — Jerusalem: Shimon Jantovski, 2000. — 248 p.
- Котро Арто[фин.]. Ulkomaalaiset ja heimokansat Suomen armeijassa (фин.) / Jari Leskinen, Antti Juutilainen. — Helsinki: Werner Söderström Osakeyhtiö, 2007. — ISBN ISBN 951-0-28690-7.
- Kumpulainen Teemu. Sotavangit työssä jatkosodan aikana. Naarajärvellä vuosina 1941—1944 sijainneen sota-vankien järjestelyleiri 2:n kirjoilla olleiden sota-vankien leirin ulkopuolella tekemä työ ja työn merkitys (фин.). — Tampere: Tampereen Yliopisto, 2015. — 92 с.
- Мюллюмяки Арво[фин.]. Kurileiri: Sotavankileiri 24 ja muut neuvostosotavankien erityisleirit jatkosodan aikana (фин.). — Helsinki: Minerva, 2013. — ISBN 978-952-492-713-0.
- Пиетола Эйно[фин.]. Sotavangit Suomessa 1941–1944: Dok. perustuva teos sotavankien käsittelystä Suomessa jatkosodan aikana (фин.). — Jyväskylä: Gummerus, 1987. — 281 с. — ISBN 951-20-2977-4.
- Невалайнен Пекка[фин.]. Inkeriläinen siirtoväki Suomessa 1940-luvulla (фин.). — Helsinki: Otava, 1989. — 445 с. — ISBN 9511113143.
- Сюрья Пентти[фин.]. Isänmaattomat, Heimosoturit jatkosodassa 1941—1944 (фин.). — Helsinki: Werner Söderström osakeyhtiö, 1991. — 153 с. — ISBN 951-0-17405-X.
- Roivainen Leena. Vuoressa vara: Montola-Loukolampi-kyläkirja (фин.). — Montola-Loukola kyläkirjatoimikunta, 2004. — 567 с. — ISBN 952-91-6854-3.
- Soikkeli Martti. Vaitelias mies (фин.). — Helsinki: Edita Publishing oy, 2008. — 239 с. — ISBN 978-951-37-5314-6.
- Talvi-, jatko- ja Lapin sodan sotavanki- ja siviilileirit 1939—1944 Käsikirja (фин.) / Lars Westerlund. — Helsinki: Oy Nord Print Ab, 2008. — 281 с. — ISBN 978-951-53-3149-6.